# Línea 22A (Movibus)
La línea 22A de la red de autobuses interurbanos de la Región de Murcia (Movibus) une Beniel con el Campus de Espinardo de la Universidad de Murcia, la UCAM y Murcia.

## Características
Fue puesta en servicio el 3 de diciembre de 2021, con la entrada en vigor de la primera fase de Movibus.
Desde el 17 de julio de 2023, realiza parada en la Urbanización Montepinar (El Esparragal, Murcia), junto con la línea 22B.
La línea no mantiene los mismos horarios todo el año, del 1 al 31 de agosto se reduce el número de expediciones, además de los días excepcionales vísperas de festivo y festivos de Navidad en los que los horarios también cambian y se reducen. La línea no presta servicio los fines de semana ni festivos.
Pertenece a la concesión MUR-002 "Beniel - Santomera - Murcia", y hasta el 2 de diciembre de 2023 fue operada por Orbitalia/MoviMurcia. Desde el 3 de diciembre de 2023, pasa a estar operada por Monbus.

## Horarios

### 1 septiembre - 31 julio
| Lunes a viernes laborables |                 |
| Beniel > Murcia            | Murcia > Beniel |
| 06:30                      | 10:00           |
| 13:00                      | 14:30           |
| 15:45                      | 20:30           |

### 1 - 31 agosto
| Lunes a viernes laborables |                 |
| Beniel > Murcia            | Murcia > Beniel |
| 13:00                      | 10:00           |
| 15:45                      | 14:30           |
|                            | 20:30           |

## Recorrido y paradas

### Sentido Murcia
| Parada                  | Común con | Conexiones con tranvía     | Municipio |
| ----------------------- | --------- | -------------------------- | --------- |
| Beniel                  |           |                            | Beniel    |
| Puente Beniel           |           |                            | Murcia    |
| Camino del Puente       |           |                            | Murcia    |
| El Siscar               |           |                            | Santomera |
| Henninger               |           |                            | Santomera |
| Tanatorio               |           |                            | Santomera |
| Jamones Novelty         |           |                            | Santomera |
| Gasolinera              |           |                            | Santomera |
| La Mota                 |           |                            | Santomera |
| Juanín                  |           |                            | Santomera |
| Barrio de La Inmaculada | 22B       |                            | Santomera |
| La Moñina               | 22B       |                            | Murcia    |
| Cobatillas              | 22B       |                            | Murcia    |
| Ignacio                 | 22B       |                            | Murcia    |
| Urb. Montepinar         | 22B       |                            | Murcia    |
| C.C. Myrtea             | 22B       |                            | Murcia    |
| Agridulce               | 11 22B 33 |                            | Murcia    |
| Educación               | 22B 33    |                            | Murcia    |
| Luis Vives              | 11 22B 33 |                            | Murcia    |
| Veterinaria             | 22B 33    |                            | Murcia    |
| Informática             | 11 22B 33 |                            | Murcia    |
| Aulario General         | 22B       | Servicios de Investigación | Murcia    |
| Monte Romero            | 22B       |                            | Murcia    |
| Convento                | 22B       |                            | Murcia    |
| Centro Meteorológico    | 22B       |                            | Murcia    |
| Barbería                | 22B       |                            | Murcia    |
| Urbanización            | 22B       |                            | Murcia    |
| Gasolinera              | 22B       |                            | Murcia    |
| Los Silvestres          | 22B       |                            | Murcia    |
| Universidad Católica    | 11 22B 33 | UCAM-Los Jerónimos         | Murcia    |
| Plaza Circular, 2       | 22B       | Plaza Circular             | Murcia    |

### Sentido Beniel
| Parada                  | Común con | Conexiones con tranvía | Municipio |
| ----------------------- | --------- | ---------------------- | --------- |
| Plaza Circular, 2       | 22B       | Plaza Circular         | Murcia    |
| Universidad Católica    | 11 22B 33 | UCAM-Los Jerónimos     | Murcia    |
| Los Silvestres          | 22B       |                        | Murcia    |
| Gasolinera              | 22B       |                        | Murcia    |
| Urbanización            | 22B       |                        | Murcia    |
| Barbería                | 22B       |                        | Murcia    |
| Centro Meteorológico    | 22B       |                        | Murcia    |
| Convento                | 22B       |                        | Murcia    |
| Monte Romero            | 22B       |                        | Murcia    |
| Biológicas              | 11 22B 33 |                        | Murcia    |
| Psicología              | 22B 33    |                        | Murcia    |
| Apartamentos Campus     | 11 22B 33 |                        | Murcia    |
| Educación               | 22B 33    |                        | Murcia    |
| Agridulce               | 11 22B 33 |                        | Murcia    |
| C.C. Myrtea             | 22B       |                        | Murcia    |
| Urb. Montepinar         | 22B       |                        | Murcia    |
| Ignacio                 | 22B       |                        | Murcia    |
| Cobatillas              | 22B       |                        | Murcia    |
| La Moñina               | 22B       |                        | Murcia    |
| Barrio de La Inmaculada |           |                        | Santomera |
| Juanín                  |           |                        | Santomera |
| La Mota                 |           |                        | Santomera |
| Gasolinera              |           |                        | Santomera |
| Jamones Novelty         |           |                        | Santomera |
| Tanatorio               |           |                        | Santomera |
| Calle Oeste             |           |                        | Santomera |
| El Siscar               |           |                        | Santomera |
| Camino del Puente       |           |                        | Murcia    |
| Puente Beniel           |           |                        | Murcia    |
| Beniel                  |           |                        | Beniel    |